# Corona (Califòrnia)
Corona és una població dels Estats Units a l'estat de Califòrnia. Segons el cens del 2000 tenia 124.966 habitants.

## Demografia
Segons el cens del 2000, Corona tenia 124.966 habitants, 37.839 habitatges, i 30.384 famílies. La densitat de població era de 1.372,7 habitants/km².
Dels 37.839 habitatges en un 49,6% hi vivien nens de menys de 18 anys, en un 63,8% hi vivien parelles casades, en un 11,2% dones solteres, i en un 19,7% no eren unitats familiars. En el 14,4% dels habitatges hi vivien persones soles el 3,8% de les quals corresponia a persones de 65 anys o més que vivien soles. El nombre mitjà de persones vivint en cada habitatge era de 3,29 i el nombre mitjà de persones que vivien en cada família era de 3,64.
Per edats la població es repartia de la següent manera: un 33,4% tenia menys de 18 anys, un 8,9% entre 18 i 24, un 35,1% entre 25 i 44, un 16,8% de 45 a 60 i un 5,8% 65 anys o més.
L'edat mediana era de 30 anys. Per cada 100 dones de 18 o més anys hi havia 95,6 homes.
La renda mediana per habitatge era de 59.615 $ i la renda mediana per família de 63.505 $. Els homes tenien una renda mediana de 44.752 $ mentre que les dones 31.884 $. La renda per capita de la població era de 21.001 $. Entorn del 6% de les famílies i el 8,3% de la població estaven per davall del llindar de pobresa.

## Poblacions més properes
El següent diagrama mostra les poblacions més properes.